# Алексинас Хургінас
Алексис Хургінас (лит. Aleksys Churginas; 25 травня (7 червня) 1912, Йонава — 5 травня 1997, Вільнюс) — литовський поет і перекладач; заслужений діяч культури Литовської РСР (1982).

## Біографія
Народився в Йонаві, гімназію закінчив в Каунасі. У 1931—1936 роках навчався в Університеті Вітовта Великого, в 1936—1939 роках в університетах Парижа і Гренобля.
У 1945—1948 роках викладав іноземну літературу в університеті в Каунасі.
За переклади зарубіжної поезії був удостоєний Державної премії Литовської РСР (1972). Заслужений діяч культури Литовської РСР (1982).
Похований у Вільнюсі.

## Переклади
Перекладав з англійської, іспанської, італійської, латинської, німецької, російської, української, французької мов.
Переклав на литовську мову «Божественну комедію» Данте (1968—1971), трагедії Вільяма Шекспіра «Гамлет», «Король Лір», «Макбет» та інші драматичні твори, а також сонети, трагедію Гете «Фауст» (перша частина 1960; друга частина 1978), комедію Мольєра «Тартюф» (1971), твори Горація, Софокла, Овідія, Вергілія, Плавта, О. С. Пушкіна (лірика і маленькі трагедії), М. Ю. Лермонтова, В. В. Маяковського, Дж. Г. Байрона, П. Кальдерона, П. Корнеля, Г. Лонгфелло, Ф. Гарсії Лорки та інших поетів і драматургів.